# Chris Simpkins
Chris Simpkins (1950) è un diplomatico e politico britannico, dal 2003 al 2007 è stato il Capo dell'esecutivo delle Isole Falkland.